# Atlantic Cup (Europa)
La Atlantic Cup era un partido amistoso  disputado entre el campeón  de la Úrvalsdeild Karla y el campeón de la Primera División de las Islas Feroe.

## Palmarés
| Edición | Sede                                | Campeón            | Resultado          | Subcampeón         |
| ------- | ----------------------------------- | ------------------ | ------------------ | ------------------ |
| 2002    | Gundadalur, Tórshavn, Islas Feroe   | ÍA Akranes         | 2-1                | B36 Tórshavn       |
| 2003    | KR-völlur, Reykjavík, Islandia      | KR Reykjavík       | 2-0                | HB Tórshavn        |
| 2004    | Gundadalur, Tórshavn, Islas Feroe   | HB Tórshavn        | 3-1                | KR Reykjavík       |
| 2005    | Egilshöll, Reykjavík, Islandia      | FH Hafnarfjörður   | 4-1                | HB Tórshavn        |
| 2006    | Gundadalur, Tórshavn, Islas Feroe   | B36 Tórshavn       | 2-2 (3-1 pen.)     | FH Hafnarfjörður   |
| 2007    | Edición cancelada.                  | Edición cancelada. | Edición cancelada. | Edición cancelada. |
| 2008    | Kópavogsvöllur, Kópavogur, Islandia | Valur              | 5-2                | NSÍ Runavík        |

1. ↑  En 2007, el partido entre el FH Hafnarfjörður y HB Tórshavn fue cancelado. Estaba previsto que se realizara en Reykjavík en marzo, pero el fondo FITUR, que había patrocinado el evento lo cerró. El viaje a Islandia se volvió demasiado caro para el HB Tórshavn. Así que HB anunció que no participarían en la edición de ese año

## Títulos por equipo
| Club             | Títulos | Subtítulos | Años campeón | Años subcampeón |
| ---------------- | ------- | ---------- | ------------ | --------------- |
| HB Tórshavn      | 1       | 2          | 2004         | 2003, 2005      |
| KR Reykjavík     | 1       | 1          | 2003         | 2004            |
| FH Hafnarfjörður | 1       | 1          | 2005         | 2006            |
| B36 Tórshavn     | 1       | 1          | 2006         | 2002            |
| Valur            | 1       | -          | 2008         | ----            |
| ÍA Akranes       | 1       | -          | 2002         | ----            |
| NSÍ Runavík      | -       | 1          | ----         | 2008            |

### Títulos por país
| País        | Títulos | Subtítulos |
| ----------- | ------- | ---------- |
| Islandia    | 4       | 2          |
| Islas Feroe | 2       | 4          |